# Lịch sử chủ nghĩa tư bản

Mô hình phát triển tư bản chủ nghĩa của Max Weber

Lịch sử chủ nghĩa tư bản có nguồn gốc đa dạng và nhiều tranh luận, nhưng chủ nghĩa tư bản chính thức thường được cho là đã xuất hiện ở Tây Bắc Âu, đặc biệt là ở các nước thấp (chủ yếu là người Hà Lan ngày nay và Hà Lan) và nước Anh, trong mười sáu đến thế kỷ mười bảy. Qua nhiều thế kỷ sau, Chủ nghĩa tư bản đã được tích lũy bằng nhiều phương pháp khác nhau, trong một loạt các quy mô, và kết hợp với rất nhiều biến thể trong sự tập trung quyền lực kinh tế và sự giàu có, và chủ nghĩa tư bản đã dần dần trở thành hệ thống kinh tế thống trị trên toàn thế giới. Phần lớn lịch sử của năm trăm năm qua, do đó, liên quan đến sự phát triển của chủ nghĩa tư bản trong các hình thức khác nhau của nó.

## Các hình thức chủ nghĩa tư bản
Đó là một cuộc tranh luận đang diễn ra trong các lĩnh vực kinh tế và xã hội học về những gì các giai đoạn quá khứ, hiện tại và tương lai của chủ nghĩa tư bản bao gồm. Trong khi sự bất đồng liên tục về các giai đoạn chính xác tồn tại, nhiều nhà kinh tế đã đặt ra các trạng thái chung sau đây. Các nước này không loại trừ lẫn nhau và không đại diện cho một trật tự cố định về thay đổi lịch sử, nhưng đại diện cho một xu hướng thời gian rộng rãi..
- Chủ nghĩa tư bản Laissez-faire, một hệ thống xã hội, trong đó chính phủ chỉ dành riêng cho việc bảo vệ các quyền cá nhân, bao gồm quyền tài sản - một trong đó hoàn toàn không có sự can thiệp của chính phủ vào nền kinh tế.
- Chủ nghĩa tư bản nông nghiệp, đôi khi được gọi là thị trường phong kiến. Đây là một hình thức chuyển tiếp giữa phong kiến và chủ nghĩa tư bản, theo đó quan hệ thị trường thay thế một số nhưng không phải là tất cả các mối quan hệ phong kiến trong một xã hội.
- Chủ nghĩa trọng thương, nơi mà chính phủ các nước đã tìm cách duy trì cân đối tích cực của thương mại và mua vàng thỏi.
- Chủ nghĩa tư bản công nghiệp, đặc trưng bởi việc sử dụng máy móc hạng nặng và phân công lao động rõ rệt hơn nhiều
- Chủ nghĩa tư bản Độc quyền, đánh dấu bằng sự nổi lên của độc quyền và tín thác thống trị ngành công nghiệp cũng như các khía cạnh khác của xã hội. Thường được sử dụng để mô tả nền kinh tế của cuối thế kỷ 19 và đầu thế kỷ 20.
- Chủ nghĩa thực dân, nơi các chính phủ tìm cách xâm chiếm các khu vực khác để cải thiện khả năng tiếp cận thị trường và nguyên liệu thô và cải thiện vị thế của các công ty tư bản có trụ sở trên toàn quốc. Chiếm ưu thế trong những năm 1890, đáng chú ý như một phản ứng với khủng hoảng kinh tế của những năm 1890.
- Chủ nghĩa tư bản phúc lợi, nơi mà các nền kinh tế hỗn hợp chiếm ưu thế và chính phủ đã tìm cách cung cấp một mạng lưới an toàn để giảm bớt những lạm dụng tồi tệ nhất của chủ nghĩa tư bản. Thời hoàng kim của chủ nghĩa tư bản phúc lợi (trong các nền kinh tế tiên tiến) được nhiều người coi là 1945-1973 như mạng lưới an sinh xã hội lớn đã được đưa ra ở hầu hết các nền kinh tế tư bản phát triển.[2]
- Sản xuất hàng loạt, sau Thế chiến II, chứng kiến sự gia tăng quyền bá chủ của các tập đoàn lớn và tập trung vào sản xuất hàng loạt, tiêu thụ hàng loạt và (lý tưởng) việc làm hàng loạt. Giai đoạn này cho thấy sự phát triển của quảng cáo như một cách để thúc đẩy tiêu thụ hàng loạt và thường thấy kế hoạch kinh tế đáng kể diễn ra trong các công ty.[3]
- Chủ nghĩa tư bản nhà nước, nơi mà nhà nước can thiệp để ngăn chặn sự bất ổn kinh tế, bao gồm một phần hoặc toàn quốc hóa một số ngành công nghiệp. Một số chuyên gia kinh tế cũng bao gồm các nền kinh tế của Liên Xô và Khối Đông Âu trong thể loại này.[4]
- Chủ nghĩa nghiệp đoàn, nơi chính phủ, doanh nghiệp và thông đồng lao động để đưa ra quyết định lớn của quốc gia. Đáng chú ý là một mô hình kinh tế của chủ nghĩa phát xít, nó có thể trùng lặp, nhưng vẫn khác biệt đáng kể so với chủ nghĩa tư bản của nhà nước.
- Tài chính, hoặc chủ nghĩa tư bản tài chính, nơi mà các bộ phận tài chính của nền kinh tế (như tài chính, bảo hiểm, hoặc lĩnh vực bất động sản) chiếm ưu thế trong nền kinh tế. Lợi nhuận trở nên xuất phát nhiều hơn từ quyền sở hữu tài sản, tín dụng, tiền thuê nhà và thu nhập lãi, chứ không phải là các quy trình sản xuất thực tế.[5][6]

## Lịch sử
Các quá trình mà chủ nghĩa tư bản phát triển và lan truyền, là chủ đề của nghiên cứu và tranh luận sâu rộng giữa các nhà sử học. Đôi khi các cuộc tranh luận xoay quanh cách chủ nghĩa tư bản được xác định, nhưng một phần lớn công việc đã có thể mang lại dữ liệu lịch sử đáng kể để chứng minh các câu hỏi quan trọng. Các thông số chính của cuộc tranh luận bao gồm: cách chủ nghĩa tư bản xa là hành vi tự nhiên của con người và nó phát sinh bao xa từ các hoàn cảnh lịch sử cụ thể; cho dù nguồn gốc của nó nằm trong thị trấn và thương mại hay trong quan hệ sở hữu nông thôn; vai trò của mâu thuẫn giai cấp; vai trò của nhà nước; thế nào đến nay nó là một sự đổi mới rất đặc trưng của châu Âu; mối quan hệ của nó với chủ nghĩa đế quốc châu Âu; liệu thay đổi công nghệ là một người lái xe hay chỉ đơn thuần là một hiện tượng chủ nghĩa tư bản; và có hay không đó là cách hữu ích nhất để tổ chức xã hội loài người.
Lịch sử của chủ nghĩa tư bản có thể được chia thành hai trường phái. Người ta gắn liền với chủ nghĩa tự do kinh tế, với nhà kinh tế học Adam Smith thế kỷ thứ mười tám là một nhân vật nền tảng, và một với chủ nghĩa Mác, vẽ nguồn cảm hứng đặc biệt từ nhà kinh tế thế kỷ 19 Karl Marx. Những người tự do có khuynh hướng xem chủ nghĩa tư bản như là một biểu hiện của những hành vi tự nhiên của con người đã có bằng chứng về thiên niên kỷ, và cách hữu ích nhất để thúc đẩy hạnh phúc của con người. Họ có khuynh hướng xem chủ nghĩa tư bản như xuất xứ trong trao đổi và thương mại, và giải phóng mọi người để thực hiện bản chất kinh doanh của họ. Người Mác xít có xu hướng xem chủ nghĩa tư bản như một hệ thống quan hệ lịch sử bất thường giữa các lớp học, có thể được thay thế bởi các hệ thống kinh tế khác sẽ phục vụ tốt hơn cho con người. Họ có khuynh hướng thấy chủ nghĩa tư bản như có nguồn gốc từ những người mạnh mẽ hơn kiểm soát các phương tiện sản xuất và buộc những người khác phải bán lao động của họ như một mặt hàng. Vì những lý do này, phần lớn công việc về lịch sử chủ nghĩa tư bản chủ yếu là chủ nghĩa Marx.